# Uścianek (województwo podlaskie)
Uścianek – wieś w Polsce położona w województwie podlaskim, w powiecie monieckim, w gminie Goniądz.
W latach 1975–1998 miejscowość administracyjnie należała do województwa łomżyńskiego.
Wierni kościoła rzymskokatolickiego należą do parafii św. Klary w Kuleszach.

## Historia
Według spisu ludności z 30 września 1921 Uścianek zamieszkiwało ogółem (wieś i folwark) 87 osób z czego mężczyzn – 40, kobiet – 47. Budynków mieszkalnych było 14.